# Zapote Bobal
Zapote Bobal (lingua maya Hix Witz, che significa "Collina del Giaguaro") è il nome moderno per un sito archeologico della civiltà Maya situato a sud del fiume San Pedro Martir nel dipartimento di Petén in Guatemala. Il nome è stato ideato dall'archeologo Ian Graham, che scoprì il sito negli anni '70, e si riferisce agli alberi di Zapote Bobo' (un tipo di albero sapote). Il sito venne studiato poco fino al 2003, quando il mayanista David Stuart collegò il sito al nome visto diverse volte in altri siti come Piedras Negras e Yaxchilán. Gli studiosi scoprirono il nome negli anni '80 circa, e i vari indizi portarono a Zapote Bobal.

## Archeologia e architettura
Costruito sopra ad una collinetta, il centro del sito mostra un palazzo reale, alcune piramidi tempio, e abitazioni per l'élite. Vi sono monumenti dedicati agli antichi re maya.
La città venne occupata solo per un breve periodo di tempo. La dinastia reale di Zapote Bobal riuscì a regnare in prosperità per 200 anni. La città venne abbandonata a partire dall'800. Molte altre città erano state abitate per periodi molto più lunghi prima di giungere al periodo del collasso generale dei Maya intorno al 900..
Gli indizi archeologici mostrano che le zone di periferia di Zapote Bobal erano densamente popolate. Oltre 400 costruzioni sono state ritrovate fino a 2,5 km dal centro della città. Secondo Fitzsimmons, ci fu una imposizione di un nuovo centro dominante, al di sopra di un panorama sociopolitico già esistente.

## Connessioni
Durante il periodo Tardo Classico (dal 600 al 900), Zapote Bobal fu il centro di un regno che controllava anche le città di Pajaral e La Joyanca. I regnanti portavano varianti del nome Chan Ahk ("Cielo - Tartaruga Serpente"). A differenza degli altri re maya che usavano il titolo k'uhul ajaw ("signore sacro") nel loro nome, i regnanti di Zapote usavano solo la parola ajaw, signore. Essendo la città piuttosto nuova e subordinata al potere di altre, i regnanti non potevano fregiarsi del titolo di signore sacro nelle iscrizioni su stele.
Zapote Bobal sembra aver avuto diverse relazioni con altre città importanti dei Maya. Nelle città di Piedras Negras e Yaxchilán sono state ritrovate iscrizioni che riportano uccisioni di membri importanti della città, ma anche della loro cattura e dei matrimoni. Il Re B'alaj Chan K'awiil di Dos Pilas fuggì a Zapote Bobal in cerca di riparo nell'ottavo secolo, e fece costruire alcuni monumenti. La maggiore influenza sulla città venne esercitata da El Perú.
Zapote Bobal viene illustrata nei geroglifici maya come una città snodo, che scendeva a patti e faceva trattati con altre entità governative delle regioni vicine, dovendo anche sottomettersi a città più potenti.